# Rallye Arctique 1977
Le Rallye Arctique 1977 (12. Marlboro Arctic Rally), disputé du 4 au 6 février 1977, est la quatrième manche du championnat d'Europe des rallyes 1977 (ERC), et la seconde manche de la Coupe FIA 1977 des pilotes de rallye.

## Classement général
| Pos | No | Pilote            | Copilote         | Voiture             | Temps           | Écart         | Groupe |
| --- | -- | ----------------- | ---------------- | ------------------- | --------------- | ------------- | ------ |
| 1   | 9  | Ari Vatanen       | Atso Aho         | Ford Escort RS1800  | 6 h 44 min 07 s |               | 4      |
| 2   | 7  | Tapio Rainio      | Erkki Nyman      | Saab 96 V4          | 6 h 47 min 10 s | + 3 min 03 s  | 4      |
| 3   | 24 | Jari Vilkas       | Juhani Soini     | Saab 96 V4          | 6 h 59 min 12 s | + 15 min 05 s | 4      |
| 4   | 2  | Hannu Mikkola     | Arne Hertz       | Toyota Corolla 1600 | 7 h 00 min 35 s | + 16 min 28 s | 4      |
| 5   | 11 | Kyösti Hämäläinen | Risto Heinonen   | Ford Escort RS2000  | 7 h 02 min 32 s | + 18 min 25 s | 1      |
| 6   | 17 | Harri Väänänen    | Timo Tuominen    | Chrysler Avenger    | 7 h 07 min 47 s | + 23 min 40 s | 1      |
| 7   | 21 | Henri Toivonen    | Martti Tiukkanen | Chrysler Avenger    | 7 h 09 min 46 s | + 25 min 39 s | 1      |
| 8   | 20 | Erkki Pitkänen    | Seppo Harjanne   | Chrysler Avenger    | 7 h 11 min 05 s | + 26 min 58 s | 1      |
| 9   | 12 | Hannu Valtaharju  | Risto Antilla    | Opel Ascona         | 7 h 13 min 51 s | + 29 min 44 s | 1      |
| 10  | 19 | Jaakko Markula    | Asko Nevalainen  | Ford Escort RS2000  | 7 h 16 min 36 s | + 32 min 29 s | 1      |

## Hommes de tête
- ES1 :  Ari Vatanen -  Atso Aho (Ford Escort RS1800),  Timo Salonen -  Jaakko Markkula (Fiat 131 Abarth) et  Timo Mäkinen -  Henry Liddon (Fiat 131 Abarth)
- ES2 à ES48 :  Ari Vatanen -  Atso Aho (Ford Escort RS1800)

## Classement provisoire du championnat d'Europe
- attribution des points : 20, 15, 12, 10, 8, 6, 4, 3, 2, 1 respectivement aux dix premiers de chaque manche, auxquels sont appliqués des coefficients pouvant aller de un à quatre en fonction de l'importance des épreuves.

| Pos. | Pilote            | Marque   | Points |
| ---- | ----------------- | -------- | ------ |
| 1    | Ari Vatanen       | Ford     | 80     |
| 2    | Tapio Rainio      | Saab     | 60     |
| 3    | Jari Vilkas       | Saab     | 48     |
| 4    | Hannu Mikkola     | Toyota   | 40     |
| 5    | Kyösti Hämäläinen | Ford     | 32     |
| 6    | Harri Väänänen    | Chrysler | 24     |
| 7    | Franz Wittmann    | Opel     | 20     |
| 7=   | Tony Pond         | Triumph  | 20     |
| 7=   | Roger Clark       | Ford     | 20     |

- Épreuves disputées : Rallye Jänner (coefficient 1), Boucles de Spa (coefficient 1), Rallye Galway (coefficient 1) et Rallye Arctique (coefficient 4)

## Classement provisoire de la Coupe FIA des pilotes
- attribution des points : 9, 6, 4, 3, 2, 1 respectivement aux six premiers de chaque épreuve. Sont retenus pour le décompte final les cinq meilleurs résultats des onze épreuves mondiales (catégorie A), les deux meilleurs résultats des cinq rallyes sélectifs du Championnat d'Europe (catégorie B) et les deux meilleurs résultats des quatre autres rallyes sélectifs (catégorie C).

| Pos. | Pilote              | Marque | Points | M-C (A) | ARC (B) | SUE (A) | POR (A) | SAF (A) | NZL (A) | ACR (A) | GIR (C) | AFS (C) | POL (B) | FIN (A) | SM (B) | QUE (A) | TdF (B) | SAN (A) | AUS (C) | CAT (B) | COR (A) | RAC (A) | BAN (C) |
| ---- | ------------------- | ------ | ------ | ------- | ------- | ------- | ------- | ------- | ------- | ------- | ------- | ------- | ------- | ------- | ------ | ------- | ------- | ------- | ------- | ------- | ------- | ------- | ------- |
| 1    | Sandro Munari       | Lancia | 9      | 9       | -       |         |         |         |         |         |         |         |         |         |        |         |         |         |         |         |         |         |         |
| 1=   | Ari Vatanen         | Ford   | 9      | -       | 9       |         |         |         |         |         |         |         |         |         |        |         |         |         |         |         |         |         |         |
| 3    | Jean-Claude Andruet | Fiat   | 6      | 6       | -       |         |         |         |         |         |         |         |         |         |        |         |         |         |         |         |         |         |         |
| 3=   | Tapio Rainio        | Saab   | 6      | -       | 6       |         |         |         |         |         |         |         |         |         |        |         |         |         |         |         |         |         |         |
| 5    | Antonio Zanini      | Seat   | 4      | 4       | -       |         |         |         |         |         |         |         |         |         |        |         |         |         |         |         |         |         |         |
| 5=   | Jari Vilkas         | Saab   | 4      | -       | 4       |         |         |         |         |         |         |         |         |         |        |         |         |         |         |         |         |         |         |
| 7    | Salvador Cañellas   | Seat   | 3      | 3       | -       |         |         |         |         |         |         |         |         |         |        |         |         |         |         |         |         |         |         |
| 7=   | Hannu Mikkola       | Toyota | 3      | -       | 3       |         |         |         |         |         |         |         |         |         |        |         |         |         |         |         |         |         |         |